# Journal of Integrated Pest Management
Journal of Integrated Pest Management (JIPM) – międzynarodowe, recenzowane czasopismo naukowe otwartego dostępu publikujące w dziedzinie agronomii.
Pismo wydawane jest przez Entomological Society of America. Nie publikuje oryginalnych prac badawczych, lecz artykuły przeglądowe oparte na przypisach. Tematyką obejmuje szeroko rozumianą integrowaną ochronę roślin, w tym entomologię, nematologię, fitopatologię i herbologię.